# Madeline Kripke
Madeline Faith Kripke (n. 3 septembrie 1943, New London, Connecticut, SUA – d. 25 aprilie 2020, New York City, New York, SUA) a fost o colecționară de cărți, care a deținut una dintre cele mai mari colecții de dicționare din lume.

## Copilărie și educație
Madeline Kripke s-a născut pe 9 septembrie 1943, în New London, Connecticut, în familia lui Dorothy Karp Kripke și Myer S. Kripke, rabin. Fratele lui Kripke a fost filozoful Saul Kripke, iar sora sa a fost Netta Kripke Stern, asistentă socială. A absolvit cu o diplomă în limba engleză de la Colegiul Barnard.

## Colecția de dicționare și carieră
Kripke își amintește că în clasa a cincea a primit o ediție a Webster's Collegiate Dictionary de la părinții ei, despre care ea a spus că „a deblocat lumea pentru mine”. Kripke a adunat o colecție de aproximativ 20.000 de dicționare în apartamentul său cu trei camere. Cel mai vechi dicționar din colecția ei era un dicționar de latină publicat în 1502 de Ambrogio Calepino. A pus un accent deosebit pe colecționarea de dicționare despre argou obscur. Colecția include singura copie cunoscută de Larks of London (1840), un dicționar de argou din lumea interlopă din Londra. Simon Winchester a spus că această colecție de dicționare de argou reprezintă „marginea vie a limbii engleze”, în timp ce Jesse Sheidlower a descris colecția ca fiind mai bună decât cea de la Biblioteca Congresului.
După ce a absolvit de la colegiu, Kripke a avut loc mai multe locuri de muncă, printre care lucrător social și profesor. În cele din urmă a devenit redactor și editor, atribuțiile sale fiind redactarea și corectura. De asemenea, ea a lucrat la mai multe librării, în cele din urmă devenind dealer de carte.

## Deces
Kripke a murit pe 25 aprilie 2020, din cauza complicațiilor de COVID-19, în timpul pandemiei din SUA.

## Premii și distincții
Kripke a fost membru fondator al Societății Dicționarelor din America de Nord și a participat la fiecare întâlnire timp de aproape patruzeci de ani. În 2015, a fost unul din șase Fellow aleși pentru Societate, cea mai mare onoare, alături de Anatoli Liberman și John Simpson. Ea a primit în 2017 premiul Richard W. Bailey pentru servicii deosebite aduse lexicografiei și lexicologiei.